# Ride
Pour les articles homonymes, voir Ride (homonymie).

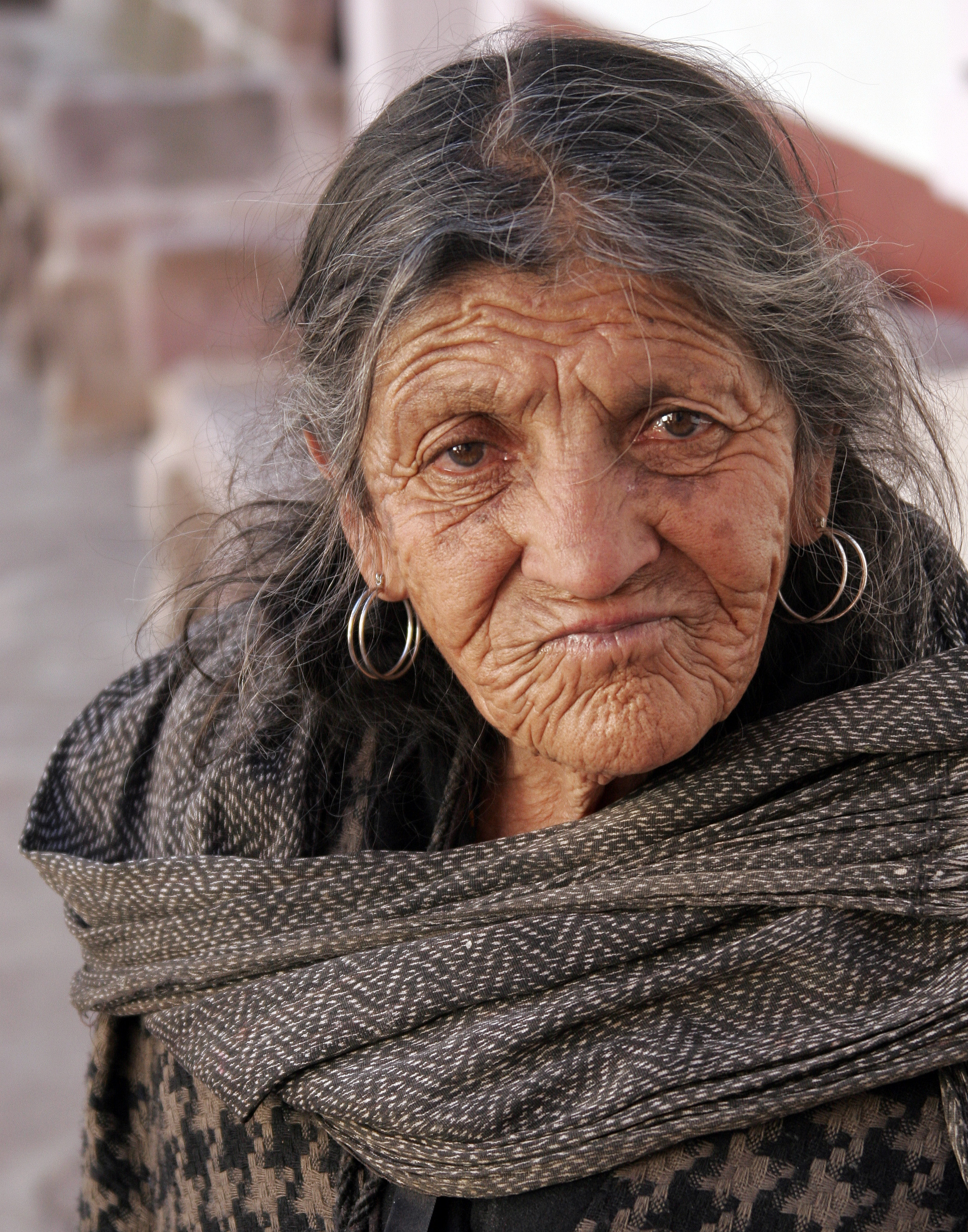
Femme âgée ridée.

Une ride est un pli dans la surface d'un objet solide, généralement constitué d'une mince couche plus rigide à la surface d'un substrat plus mou.
Le terme de « ride » est très fréquemment employé pour la peau (plus rigide que la pulpe). Mais des rides sont également présentes par exemple à la surface de fruits ayant séché.

## Origine des rides
L'origine immédiate des rides est une compression de la couche supérieure rigide, modérée par la présence du substrat plus mou. En effet, la compression longitudinale d'un objet mince a tendance à déclencher un brusque changement de forme (appelé flambage) qui aboutit à une forme courbée. La présence du substrat mou tempère la grande amplitude spontanée du flambage et oblige la courbure à se répéter (ce sont les rides).
L'origine de la compression de la couche mince peut aussi bien être le rétrécissement du substrat mou (comme par exemple pour un fruit qui sèche ou la diminution naturelle du volume du tissu graisseux du visage), la dilatation de la couche mince (due par exemple à un échauffement, au gonflement par un solvant ou à la croissance cellulaire dans le cas d'un tissu vivant) ou à une compression globale du substrat et de la couche mince par une action mécanique externe.
La variété des phénomènes de rides a attiré l'attention des physiciens et en a fait un sujet de recherche très actif depuis plusieurs années. Ces phénomènes sont industriellement très fréquents puisque de nombreux produits actuels comportent des revêtements qui peuvent se rider sous l'effet du procédé de mise en œuvre ou lors de l'utilisation du produit.
Les recherches portent notamment :
- sur les circonstances inédites dans lesquelles des rides peuvent apparaître, par exemple à la suite de la métallisation de films minces polymères[2] ou par la compression d'une feuille souple à la surface d'un liquide[3] ;
- sur l'évolution des rides dans le temps, par exemple lorsque le substrat se déforme progressivement[4] ;
- sur les morphologies particulières (labyrinthes, hiérarchies[5]).

## Rides de la peau
Une ride de la peau est un pli cutané qui peut être d'origine physiologique (par exemple : pli nasogénien lors de contractions musculaires), de maladie génétique rare (par exemple : cutis laxa) ou le plus fréquemment, le résultat du vieillissement cutané principalement causé par l'exposition naturelle ou non aux ultraviolets (UVB et UVA),. La diminution naturelle de la masse graisseuse sous-cutanée durant le vieillissement provoque un affaissement cutané résultant aussi en l'apparition de rides. Au niveau du derme on note la diminution de l'expression de plusieurs protéines dont principalement :
- le « collagène », constituant des fibres entre les cellules du tissu conjonctif produit principalement par les fibroblastes ;
- l'élastine, qui agit sur la souplesse de la peau et dont l'appauvrissement produit une diminution de l'élasticité cutanée comme lorsqu'elle est déficiente (ou absente) dans la maladie cutis laxa.

### Classification des rides du visage

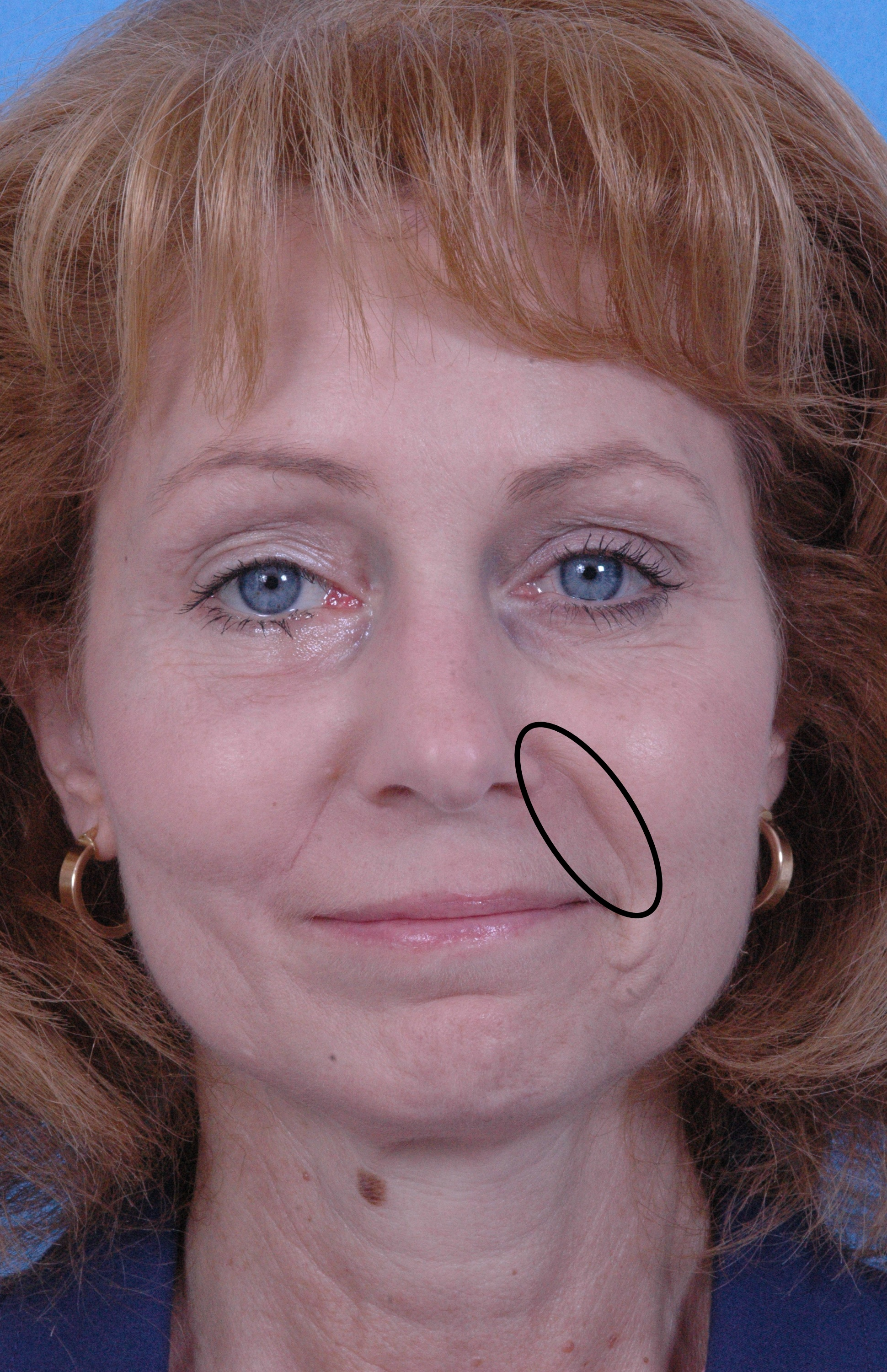
Sillon naso-génien.

- Deux types de rides du visage[9] :
  - rides d'expression[10], appelées également rides « dynamiques ». Soulignant la personnalité, elles sont liées à la répétition de la contraction musculaire des muscles peauciers,
  - rides de vieillesse, appelées également rides « statiques ». Constantes après 50 ans, elles sont principalement les conséquences des dégâts induits par les UV de la peau du visage durant une exposition usuelle ou non.

- Positions des rides du visage[11] :
  - rides frontales : rides transversales sur le front,
  - rides du lion (appelées aussi rides inter-sourcillières ou de la glabelle) : rides verticales sur le front et entre les deux sourcils,
  - rides de la patte d’oie (appelées aussi rides péri-orbitaires) : rides partant du coin extérieur des yeux dans la direction des oreilles,
  - rides d’amertume (appelées aussi pli d’amertume, sillon jugo-mentonnier ou sillon labio-mentonnier) : rides partant des coins de la bouche jusqu'au menton,
  - sillons naso-géniens (en) (appelés aussi plis ou rides naso-labiales) : rides verticales de cutané descendant des ailes du nez vers le coin de la bouche,
  - rides péribuccales (appelées aussi plissés du soleil) : rides autour de la bouche.

## Rides de vieillissement

### Facteurs
Plusieurs facteurs jouent un rôle sur le vieillissement cutané et l'aggravent :
- la principale cause de l'apparition des rides est le rayonnement ultraviolet incluant les UVB et UVA provenant de l'irradiation solaire. Le rôle de l'exposition naturelle (ou non-naturelle) des UV dans le vieillissement cutané est bien démontré et peut être prévenu. L'irradiation aux UV est sous-estimée dans plusieurs conditions météréologiques comme un ciel couvert par des nuages ou l'effet réfléchissant (renforçant) de l'eau, la neige et du sable. En effet les nuages peuvent même dans certaines conditions augmenter l'exposition aux UV[12]. De plus une exposition usuelle (involontaire) aux UV est déjà suffisante pour provoquer un vieillissement cutané (par exemple : marcher au travail à pied sans protection), ce qui est décrit dans une étude japonaise où 2,54 minutes d'exposition quotidienne estivale suffisait à empêcher le maintien d'une peau jeune et saine[13].  En plus du vieillissement cutané les rayons ultraviolets (et les solariums) sont aussi classés comme cancérogènes certains par l'OMS[14] ;
- le tabac participe au vieillissement cutané[15], la diminution de la production de collagène serait une des raisons de l'apparition de rides lors de consommation de tabac fumé[16] ;
- le diminution courante de la masse graisseuse durant le vieillissement participe à l'apparition de rides[8] ;
- le rôle négatif de la pollution dans l'air sur le vieillissement cutané a été étudié en Chine[17] ;
- la diminution des œstrogènes (par exemple : la ménopause) peuvent aussi favoriser la survenue de rides[18] ;
- le stress, la fatigue et l'alimentation n'ont pas été démontrés comme responsables de l'apparition des rides.

### Prévention et traitements
Il existe plusieurs mesures et traitements (dont médicaux) pour prévenir, atténuer et parfois traiter définitivement les rides cutanées. Le médecin spécialiste de la peau et de ces traitements est un dermatologue qui pratique la spécialité de dermatologie et vénéréologie. Il traite avec d'autres médecins spécialistes ou thérapeutes formés les rides.  Plusieurs moyens de préventions et traitements existent, dont :
- la prévention de l'exposition aux UV est bien démontrée comme prévenant l'apparition de rides. Elle peut être effectuée de différentes manières :
  - l'éviction du rayonnement ultraviolet tel que les cabines solaires (solarium) ou les heures chaudes de la journée (11-16 heures) sont aisées, alors que l'exposition usuelle et courtes (quelques minutes[13]) et répétées est plus difficile à éviter et est déjà suffisante pour induire un vieillissement cutané,
  - l'utilisation de protection physique est une méthode simple et très efficace: vêtements, chapeau couvrant la peau exposée,
  - l'utilisation de crème solaire avec filtre physique ou chimique avec facteur de protection solaire haut >50 (FPS) incluant une protection UVA et UVB utilisée de manière adéquate permet de protéger des zones cutanées par exemple non couvertes par des vêtements,
- les injections par un médecin de produits anti-rides : acide hyaluronique (comblement de rides) et toxine botulique (Botox),
- les peelings,
- les lampes-flash,
- les lasers médicaux ablatifs et non ablatifs,
- les LED,
- les lasers rouges ou infrarouges de basse énergie,
- le plasma riche en plaquettes,
- l'ablation thermo-mécanique fractionnelle,
- la radiofréquence,
- la mésothérapie (mésolift),
- l’injection de graisse (lipofilling),
- l'électroridopuncture avec utilisation de courants pulsés ou interférentiels.

Les crèmes anti-rides sont d'efficacité variable et sont des cosmétiques, ils n'ont pas bénéficié d'étude scientifique rigoureuse. Elles contiennent, selon les marques, différents éléments mais sont essentiellement à base de glycérine. Parmi les autres constituants des crèmes anti-rides on peut trouver de la vitamine C, de la carnosine.
Les principes actifs les plus utilisés sont : la vitamine A acide, la vitamine C, A et E associés aux substances hydratantes tels que l'acide hyaluronique,les matières grasses comme l'huile d'argane ou l'huile de bourrache si ce n'est pas de la glycérine. Ces crèmes sont critiquées par certains comme étant coûteuses et non cliniquement validées. Les principes actifs naturels fournissent des agents hydratants, exfoliants et antioxydants.
La rhytidectomie est une opération de chirurgie esthétique destinée à corriger l'affaissement de la peau. Ce rajeunissement cervicofacial comprend notamment le traitement des rides par laser.

## Peau ridée par le bain

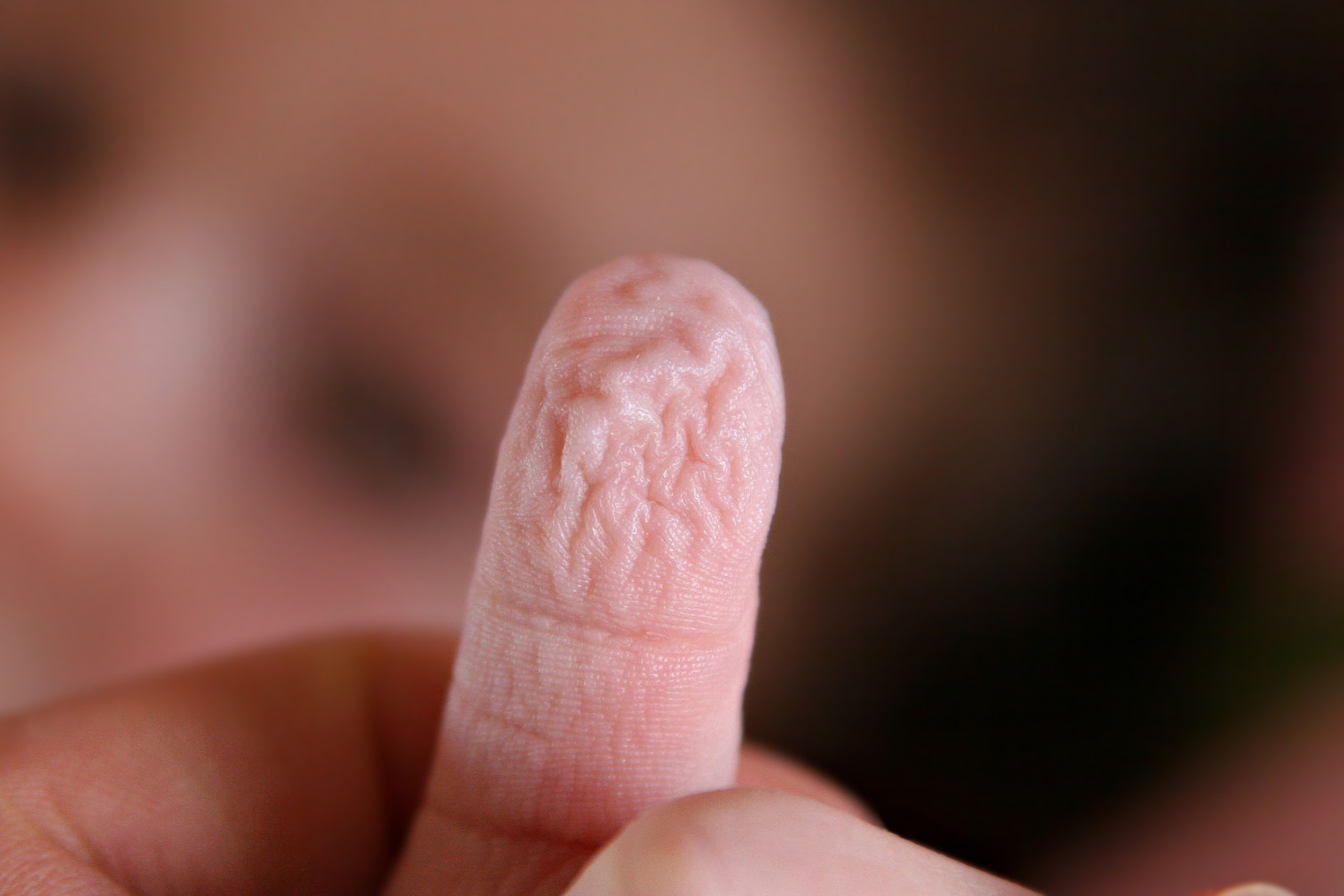
un doigt ridé à la suite d'un bain chaud

La peau des mains et des pieds (notamment) se ride temporairement, mais de façon très marquée, après un bain prolongé.
L'explication la plus commune repose sur l'expansion de la peau gorgée d'eau, spécialement dans les zones dépourvues de poils, puisqu'ils sont les producteurs du sébum protecteur.
Cependant dès 1935, les médecins Lewis et Pickering constatent l'absence de ces rides chez des patients souffrant de paralysie. Cela suggérait un mécanisme différent d'une simple dilatation par absorption d'eau.
La recherche récente conclut à une vasoconstriction, : ce ne serait pas la peau qui se dilate, mais au contraire la pulpe qui se contracterait, induisant la déformation de la peau. L'effet du bain serait de perturber l'équilibre ionique de la peau, provoquant ainsi dans les fibres nerveuses du système nerveux orthosympathique une activité vasoconstrictive.
Ce phénomène est mesurable (par exemple en plongeant une main dans l'eau et en comptant les rides par intervalle de 5 minutes), et peut servir de test. Les personnes en bonne santé n'ont pas toujours ce genre de rides et on ne peut pas forcément conclure à une lésion si elles sont absentes, mais en sens inverse le fait qu'elles apparaissent est un signe que le système sympathique est fonctionnel.